# Desiree Ellis
Desiree Ellis (Salt River, Ciudad del Cabo, Sudáfrica, 14 de marzo de 1963) es una exfutbolista y entrenadora sudafricana de fútbol que actualmente dirige la Selección de fútbol femenino de Sudáfrica.

## Biografía
En su infancia se quedaba en casa de su abuela ya que sus padres trabajaban durante el día. Por aquellos tiempos no había equipos de fútbol femenino en Sudáfrica pero ella, sin embargo, jugaba en clubes de varones. Tras la creación de clubes femeninos se desempeñó como mediocampista y estuvo en equipos como Athlone Celtic, Wynberg St Johns, Joyces United, St. Albans City y Spurs Ladies, jugaba en este último cuando se retiró del fútbol profesional.
Desde 1994 a 1995 se desempeñó como vicepresidenta de la Asociación de Fútbol Femenino de la Provincia Occidental. Ha tenido una imagen en la televisión como comentarista deportiva en la estación televisiva e-TV.
En 2010 fue embajadora de la Copa Mundial de la FIFA.

## Trayectoria

### Como entrenadora
En 2016 fue nombrada entrenadora interina de la selección de fútbol femenino de Sudáfrica después de que Vera Pauw renunciara tras la eliminación del conjunto sudafricano en la fase de grupos de los Juegos Olímpicos Río de Janeiro de 2016.
En febrero de 2018 fue nombrada entrenadora oficial logrando conseguir la clasificación número 50 en el mundo. Luego fue subcampeona de la Copa Africana de Naciones solo perdiendo la final por medio de la tanda de penaltis ante Nigeria. En ese mismo año fue galardonada como Entrenador del Año por la Confederación Africana de Fútbol.

## Selección nacional
Su debut con la Selección femenina Sudafricana fue el 30 de mayo de 1993 ante Suazilandia en una contundente victoria del combinado sudafricano por 14-0, en aquel encuentro anotó un hat-trick.
Durante las eliminatorias de la Copa del Mundo de 1995, Sudáfrica venció a Zimbabue, Zambia y Angola en el agregado, 10-1, 11-5 y 6-4, pero Nigeria las detuvo al vencerlas por 11-2.
En el 2000 cuando Sudáfrica fue sede del Campeonato Africano femenino encabezó el equipo hasta el segundo lugar. En ese mismo año fue nominada a la Futbolista Africana del Año.
Recibió un reconocimiento por sus servicios al fútbol en el mismo año cuando recibió un Premio Deportivo Presidencial de Plata. También llevó al equipo a la victoria de la Copa Cosafa 2002. En sus 32 partidos con Sudáfrica ganó 23 partidos, perdió solo siete y empató dos.
Se retiró del fútbol en abril de 2002 a la edad de 38 años.

## Clubes

### Como futbolista
| Club             | País      | Año         | PJ  | Goles |
| ---------------- | --------- | ----------- | --- | ----- |
| Athlone Celtic   | Sudáfrica | 1978 - 1984 | 156 | 51    |
| Wynberg St Johns | Sudáfrica | 1985 - 1986 | 44  | 22    |
| Joyces United    | Sudáfrica | 1987 - 1988 | 46  | 28    |
| St. Albans City  | Sudáfrica | 1989 - 1990 | 54  | 36    |
| Spurs Ladies     | Sudáfrica | 1991 - 1992 | 330 | 231   |
| Total            | Total     | Total       | 600 | 368   |

### Como entrenadora
| Club                           | País      | Año               |
| ------------------------------ | --------- | ----------------- |
| Spurs Ladies                   | Sudáfrica | 2006 - 2016       |
| Selección Sudafricana femenino | Sudáfrica | 2016 - Actualidad |

## Premios
- Premio Mobil Achievement de WP Sportswriters: 1980

- Interprovinciales de mujeres de Safa: 1986, 1989, 1992

- Foschini Cape, jugadora de fútbol del año: 1989, 1993

- Jugador WP del año: 1983, 1993
- Sanlam Sports Star of the Month (noviembre): 2000

- Premio de oro de reconocimiento especial de Safa: 2001

- Premio Presidencial de Plata en Deportes: 2001

- Premio Mandisa Shiceka Modelo a seguir por ANC Youth League: 2001

- Entrenador del año de la Confederación Africana de Fútbol Femenino: 2018, 2019